# 木下亀城
木下 亀城（きのした かめき、1896年6月28日 - 1974年1月14日）は、日本の鉱床学者・地球科学者。理学博士。九州大学名誉教授。福井県生まれ。

## 略歴
第七高等学校造士館を経て、1920年東京帝国大学理学部地質学科を卒業。工学部の平林武教授の指導を受け、ライフワークとなった黒鉱鉱床の研究に進む。卒業後、農商務省鉱務技手として仙台に勤務し、東北地方の金属鉱床の研究を行う。福岡鉱山監督局を経て、1925年商工省地質調査所に勤務。「小坂」「花輪」などの地質図幅を作成し、黒鉱鉱床生成の地質環境を研究。黒鉱鉱床アルカリ性溶液交代説で一世を風靡する。1929年アフリカおよびヨーロッパに出張。1931年黒鉱鉱床の研究により理学博士の学位を取得。1933年九州帝国大学工学部教授に就任。1960年停年退職後に日本大学教授となる。生涯を通して約260編の論文を発表し、20冊を超える著書を残した。1973年岩手県で発見された新鉱物が木下雲母（木下石、kinoshitalite）と命名された。
一方、郷土玩具に深い愛着を抱き、各地方のものを貪欲なまでに蒐集した。愛好者の手引き書として、関連書籍を一冊共著している。

## 主な著書
- 木下亀城　『鉱床学』上中下巻、工業図書、1939。
- 木下亀城　『原色鉱石図鑑』　保育社、1957。
- 岡本要八郎・木下亀城　『鉱物和名辞典』　風間書房、1959。
- 木下亀城　『鉱物学名辞典』　風間書房、1960。
- 木下亀城　『原色鉱石図鑑 増補改訂版』　保育社、1962、ISBN 4-586-30014-0。
- 木下亀城・湊秀雄　『続原色鉱石図鑑』　保育社、1963、ISBN 4-586-30031-0。
- 木下亀城・小川留太郎　『標準原色図鑑全集6 岩石鉱物』　保育社、1967、ISBN 4-586-32006-0。
- 木下亀城・篠原邦彦　『日本の郷土玩具』　保育社〈カラーブックス；10〉、1976（初版1962）。